# Куч, Армиса
Армиса Куч (черног. Armisa Kuћ, англ. Armisa Kuč) — черногорская футболистка, нападающая сборной Черногории.

## Спортивная карьера
Футболом девушка начала заниматься в девятилетнем возрасте, играя во дворе с соседскими мальчишками.
С 2012-го по 2013-й год Армиса Куч провела в команде «Экономист» города Никшич. Вместе с командой стала чемпионом Черногории.
С 2014-го по 2016-й годы футболистка играла в клубе «СФК 2000 Сараево», в чемпионате Боснии и Герцеговины. Вместе с клубом завоевала золото чемпионата сезона 2014―2015, 2015―2016, а также Кубок страны 2014―2015, 2015―2016.
В 2017-м году выступала за шведский клуб «Кварнсведенс», затем перешла в «Сарагосу» ― испанский женский футбольный клуб из одноимённого города, выступающий в Примере. Футболистка приняла участие в 14 матчах и забила 7 голов.
Сезон 2018―2019 провела в женской команде футбольного клуба «Малага» (Испания), сыграв в 23-х матчах и отметившись пятью забитыми мячами.
В 2019-м году футболистка вернулась в «СФК 2000 Сараево» из Боснии и Герцеговины, где провела два сезона, забив девять голов.
В 2021-м году пополнила состав «Минска» (Беларусь). Футболистка провела на поле 9 матчей и забила 14 голов.
Дебют Армисы Куч за женскую сборную Черногории состоялся 13 марта 2012 года в товарищеском матче против сборной Боснии. В 2021-м году Армиса Куч была признана лучшим игроком женской национальной команды Черногории.